# 12-я Македонская ударная бригада
12-я Македонская ударная бригада (сербохорв. Дванаеста македонска ударна бригада / Dvanaesta makedonska udarna brigada, макед. Дванаесетта македонска ударна бригада) — воинское формирование Народно-освободительной армии Югославии, участвовавшее в Народно-освободительной войне на территории Вардарской Македонии.
Сформирована 12 сентября 1944 в деревне Войница. В бригаду входили 510 человек: 500 партизан Скопья и 10 человек из 3-й Македонской ударной бригады в командном составе. Бригада была в составе 42-й Македонской дивизии. Позднее в неё вошли 370 человек 4-го Скопьевского партизанского отряда. Бригада участвовала в боях аз Велес и Скопье, в декабре 1944 года вошла в состав 41-й дивизии. С 21 декабря вела бои против албанских фашистов в Косово, сражалась на Сремском фронте. 1 мая 1945 вступила в Скопье.

## Командный состав
- Трайко Стойковский, командир (с 12 сентября 1944)
- Круме Тоде Димковский, заместитель командира (с 3 октября 1944)
- Методий Котевский, политрук (с 12 сентября 1944)
- Живко Ивановский, политрук
- Драги Тозия, политрук
- Блашко Яневский, заместитель политрука (с 12 сентября по 26 октября 1944)
- Боро Кралевский, заместитель политрука (с 26 октября 1944)
- Катерина Нурджиева
- Круме Попстефанов, начальник штаба (с 3 октября 1944)